# Braulio Páez
General Braulio Páez fue un militar mexicano con idealismo villista que participó en la Revolución mexicana. Nació en San Juan del Río, Durango. 
En 1913 se incorporó al movimiento constitucionalista en las fuerzas de los generales Domingo Arrieta León y Mariano Arrieta León. Más tarde se adhirió a las fuerzas villistas. Participó en la toma de Torreón, en la que el general Francisco Villa derrotó a las fuerzas huertistas del general José Refugio Velasco. Después de esta acción formó parte de la escolta de "Dorados" de Villa. A fines de 1916 fue comisionado para adquirir material bélico para las fuerzas de la División del Norte; para tal cumplimiento abrió dos cantinas en Chihuahua; al acudir los carrancistas a éstas y agotárseles el dinero, pagaban en especie, con armamento; asimismo, practicó el truque. Para su desgracia fue descubierto y aprehendido. El general Francisco Murguía ordenó su fusilamiento, el que tuvo lugar en marzo de 1917. 